# Gare de Vilamalla
La gare de Vilamalla (en catalan : estació de Vilamalla) est une gare ferroviaire espagnole située sur le territoire de la commune de Vilamalla, dans la comarque de l'Alt Empordà, en Catalogne (Province de Gérone).

## Situation ferroviaire
La gare de Vilamalla est située au point kilométrique (PK) 65,748 de la ligne Barcelone - Gérone - Portbou dans sa section entre Maçanet-Massanes et Cerbère, entre les gares en service de Figueras et de Sant Miquel de Fluvià et la gare fermée de Tonyà. Son altitude est de 41,9 mètres.

## Histoire
Cette gare de la ligne de Gérone a été mise en service en 1877, plus précisément le 28 octobre quand la section bâtie par la Compañía de los ferrocarriles de Tarragona a Barcelona y Francia (TBF) entre Gérone et Figueres est entrée en service. La gare fait partie de l'Inventaire du patrimoine architectural de Catalogne.
En 1898, la compagnie a été absorbée par la Compañía de los ferrocarriles de Madrid a Zaragoza y Alicante (MZA). En 1929, la voie a été doublée et en 1941, la ligne a été transférée à la RENFE.
En 1975, le parc industriel Empordà Internacional a été inauguré et un nouvel accès ferroviaire a été construit à partir de la gare de Vilamalla. En 2005, la gare a été transférée à ADIF. En 2010, avec la mise en service de la troisième voie, la voie déviée du côté ouest a été convertie en voie normale qui se poursuit parallèlement en écartement mixte vers le nouvel embranchement jusqu'à la gare de Figueras - Vilafant.
Le Plan de Transport de Voyageurs de Catalogne (en catalan : El Pla de Transport de Catalunya) 2008-2012 prévoyait la création d'un réseau de Rodalia de Gérone, cette gare est une des gares où les Rodalies de Gérone s'arrêtent,.
En 2016, 14 000 voyageurs (se répartissant en 7 000 montées et 7 000 descentes) ont transité en gare de Vilamalla.

## Service des voyageurs

### Desserte
La gare de Vilamalla est desservie par les lignes de Rodalies de Catalunya, R11 et RG1,

### Intermodalité
La gare dispose d'un parking pour les véhicules.

## Patrimoine ferroviaire
Le bâtiment de la gare de Vilamalla fait partie de l'inventaire du patrimoine architectural de Catalogne. C'est un petit bâtiment en mauvais état, composé de trois parties. La partie centrale qui est la plus haute est peinte en rouge et est recouvert d'un toit de tuiles soutenu par des poutres en bois. Les murs des façades latérales à l'extérieur sont dotés de contreforts blancs. Les façades arrière et avant ont des petits piliers partant de la base allant jusqu'à la demi-façade également peints en blanc. 